# 大須港
大須港（おおずこう）は、広島県江田島市大須にある港湾。港湾管理者は江田島市。地方港湾。

## 廃止航路
- 芸備商船（フェリー）
  - 三高港（能美）- 大須港 - 広島港

2011年9月28日に、芸備商船は「大須港への寄港を2012年3月末で取りやめる」との申請を中国運輸局に出したという報道があった[2]。
2012年4月1日に、芸備商船から江田島汽船への運航会社変更と同時に、大須港への寄港便がなくなった[3]。